# كيفالاي برومنتوريوم
كيفالاي برومنتوريوم هي اسم لمنطقة خضراء قديمة مركزها هو رأس بحري بارز يقع طرف خليج سرت الغربي على ساحل مدينة مصراتة في ليبيا، وبالتحديد في منطقة قصر أحمد حاليا. ذكرت كيفالاي برومنتوريوم في تاريخ ليبيا القديم (القرن الرابع قبل الميلاد) في وثائق تاريخية تحمل اسم «أطول المسافات في البحر الكبير أو إستاديا سموس مارسي مجاجني». وتعد أقدم وثائق تذكر المنطقة تم العثور عليها.